# Scotland megye (Észak-Karolina)
Scotland megye az Amerikai Egyesült Államokban, azon belül Észak-Karolina államban található. Megyeszékhelye és legnagyobb városa Laurinburg. Lakosainak száma 34 174 fő (2020. április 1.).

## Szomszédos megyék
- Moore megye
- Hoke megye
- Robeson megye
- Marlboro megye
- Richmond megye

## Népesség
A megye népességének változása:
| Lakosok száma | 36 098 | 36 366 | 36 205 | 36 025 | 35 509 | 34 174 |
|               | 2010   | 2011   | 2012   | 2013   | 2015   | 2020   |